# Хвастов, Руслан Юрьевич
Руслан Юрьевич Хвастов (13 февраля 1973, Одесса) — украинский модельер и художник по костюмам для театра и кино. Лауреат кинопремии «Ника» 2003 года в номинации «лучшая работа художника по костюмам» в фильме Киры Муратовой «Чеховские мотивы». Член Национального союза кинематографистов Украины и Союза кинематографистов России.

## Биография
Учился в одесском швейном училище № 28 по специальности «портной мужской и женской верхней одежды».
Окончил магистратуру Хмельницкий технологический университет «Подолье» по специальности «инженер-технолог швейного производства».
Работал художником по костюмам для спектаклей и кинофильмов, в том числе для фильмов Киры Муратовой «Второстепенные люди», «Чеховские мотивы», «Настройщик», «Справка», «Мелодия для шарманки», «Вечное возвращение», фильмов Евы Нейман «У реки» и «Дом с башенкой», нескольких фильмов Юрия Стыцковского.
Победитель различных международных конкурсов модельеров, участник «недели моды» в Турции, Испании, Германии и странах СНГ.